# Vexillifera telmathalassa
Vexillifera telmathalassa – gatunek ameby należący do rodziny Vexilliferidae z supergrupy Amoebozoa w klasyfikacji Cavaliera-Smitha.
Trofozoit osiąga wielkość 7 – 17 μm. Jądro wielkości 1,9 – 2,8 μm.
Występuje w Atlantyku, Morzu Północnym.